# Чах
Чах (перс. چاخ) — село в Ірані, у дегестані Хушабар, в Центральному бахші, шагрестані Резваншагр остану Ґілян. За даними перепису 2006 року, його населення становило 231 особу, що проживали у складі 65 сімей.

## Клімат
Середня річна температура становить 13,94°C, середня максимальна – 27,64°C, а середня мінімальна – -0,61°C. Середня річна кількість опадів – 733 мм.
| Клімат поселення                              | Клімат поселення | Клімат поселення | Клімат поселення | Клімат поселення | Клімат поселення | Клімат поселення | Клімат поселення | Клімат поселення | Клімат поселення | Клімат поселення | Клімат поселення | Клімат поселення | Клімат поселення |
| Показник                                      | Січ.             | Лют.             | Бер.             | Квіт.            | Трав.            | Черв.            | Лип.             | Серп.            | Вер.             | Жовт.            | Лист.            | Груд.            |                  |
| Середній максимум, °C                         | 10,27            | 10,78            | 12,60            | 17,50            | 21,00            | 25,92            | 27,64            | 27,54            | 22,89            | 20,62            | 16,50            | 12,09            |                  |
| Середня температура, °C                       | 4,83             | 5,33             | 7,14             | 12,04            | 15,57            | 20,47            | 23,40            | 23,30            | 18,66            | 16,39            | 12,27            | 7,87             |                  |
| Середній мінімум, °C                          | −0,61            | −0,11            | 1,72             | 6,60             | 10,12            | 15,04            | 19,18            | 19,07            | 14,43            | 12,16            | 8,04             | 3,64             |                  |
| Норма опадів, мм                              | 72               | 60               | 65               | 56               | 39               | 24               | 11               | 31               | 73               | 107              | 85               | 110              |                  |
| Середньомісячна швидкість вітру, м/с          | 2.29             | 2.40             | 2.40             | 2.31             | 2.28             | 2.49             | 2.53             | 2.39             | 2.08             | 2.10             | 1.91             | 1.98             |                  |
| Середньомісячна сонячна радіація, кДж/м²·день | 6907             | 9100             | 11284            | 15833            | 19981            | 22726            | 23733            | 20020            | 16302            | 11155            | 8558             | 6560             |                  |
| --------------------------------------------- | ---------------- | ---------------- | ---------------- | ---------------- | ---------------- | ---------------- | ---------------- | ---------------- | ---------------- | ---------------- | ---------------- | ---------------- | ---------------- |
| Джерело:                                      |                  |                  |                  |                  |                  |                  |                  |                  |                  |                  |                  |                  |                  |